# Сан-Надзаро-Валь-Каварнья
Сан-Надзаро-Валь-Каварнья (итал. San Nazzaro Val Cavargna) — коммуна в Италии, располагается в регионе Ломбардия, в провинции Комо.
Население составляет 370 человек (2008 г.), плотность населения составляет 28 чел./км². Занимает площадь 13 км². Почтовый индекс — 22010. Телефонный код — 0344.
Покровителями коммуны почитаются святые Назарий и Цельсий, празднование 28 июля.

## Демография
Динамика населения:

## Администрация коммуны
- Официальный сайт: